# Ši cu
Ši cu (UK: /ˌʃiːˈtsuː/, US: /ˈʃiːˌtsuː/; kineski: 西施犬; pinjin: Xī Shī quǎn doslovno „Si Ši pas”, takođe spelovano šicu) je pasmina pasa za igru. Ovi psi teže od 4 do 7.25 kilograma (9–18lb) kad su potpuno odrasli. Pasmina je razvijena na Tibetu.

## Opis
Ši cu je čvrst mali pas sa kratkom njuškom i velikim tamno smeđim očima. Oni imaju mekano i dugačko dvostruko krzno. Iako je ponekad duga, ši cu nema uvek izuzetno dugu dlaku kao pekinezer (ali sa kratkim nogama). Neki od njih imaju kraću, kovrdžavu dlaku. Ovo je čisto izbor koji su napravili vlasnici. Ši cu ne bi trebalo da ima više od 26,7 cm u hrbati, a idealna težina je u opsegu 4,5 do 7,3 kg. Viseće uši su prekrivene dugim krznom, a teško pokriven rep je nošen povijen preko leđa. Dlaka može biti bilo koje boje, mada su često beli i sa pramenovima sive boje. Vrlo uočljiva karakteristika je podgriz, koja se zahteva u standardu pasmine.
Tradicionalni dugo svilasto krzno, koje često doseže do poda, zahteva svakodnevno četkanje da bi se izbegla zapetljavanja. Zbog duge i brzorastuće dlake neophodno je redovno negovanje, što može biti skupo i o čemu treba voditi računa kada se razmatra usvajanje psa ove pasmine. Često je krzno kratko šiša da bi se pojednostavila nega, mada krzno i dalje zahteva svakodnevno četkanje. Za konformaciono pokazivanje, krzno mora biti ostavljeno u prirodnom stanju, mada je radi urednosti dozvoljeno podrezivanje oko stopala i anusa. Kraći rez obično se naziva „šteneći rez” ili „medveđi rez” kada je rez praćen punijim, zaobljenim licem, koje podseća na ljпbku punjenu životinju.

## Temperament
Iako individualni ši cu temperament varira od psa do psa, pasmina ima karakternost i temperament koji je odan, privržen, otvoren i budan. Obično su posesivni u prisustvu drugih pasa. Trening i pravilno druženje moraju započeti u mladom uzrastu kako bi ši cu ispunjavao osnovne naredbe, jer je ši cu sklon tvrdoglavosti kada je u pitanju trening. Iako je ši cu odličan čuvar zbog svoje budnosti i aktivne prirode, nije posebno namenjen za tu svrhu. Za razliku od lasa apsa, koji je uzgajan za čuvarske dužnosti, koji uživa u visokim kućicama i oprezan je prema strancima, ši cu preferira da bude blizak svojim kompanjonima i često će strancima nuditi svoju naklonost. Zbog svoje prijateljske prirode, ši cu ima tendenciju da dobro komunicira sa drugim psima, sa decom i odraslima. Dobro se slažu sa samcima, parovima i porodicama sa starijom decom. Oni mogu da budu malo temperamentni sa hiper ili većim pasminama, ali generalno, ši cu se odlično slaže sa drugim kućnim ljubimcima. Oni se uglavnom dobro ponašaju i pogodni su za porodice.

## Boja i kvalitet krzna
Ši cui imaju opseg boja koji obuhvata različite nijanse zlatne, bele, braon i crne. Ostale boje uključuju crnu masku zlata, crnu i belu, punu crnu, čvrstu crvenkastu, crvenkastu i belu boju, tigrastu, belu, crvenu i belu, te sivu i belu. Prema tome, kada se dva ši cua ukrste, postoji mogućnost da će krzno potomstva biti slično boji oca, boji majke, trobojno ili mešavina obe roditeljske boje u jednoj klasifikaciji. Zanimljivo svojstvo (i često uzrok zabune) je da, iako je boja dlake onih sa crno pigmentiranom kožom (nos, usne, koji se takođe nazivaju „koža”) određena bojom samog krzna; boja dlake kod pasa sa crvenkastim ili plavim pigmentom, kategorisana je prema boji pigmenta. Prema tome, šareni (bela i druga nijansa) ši cu sa plavim pigmentom je „plav i beo”, bez obzira na nijansu dlake koja može izgledati slično zlatno-beloj ili drugoj boji. Isti princip važi za pune plave, srebrne, i srebrne i bele boje. Ponekad se mogu videti tamno smeđi pigmenti blizu ramena i ispod pazuha. Boja dlake se menja kako pas stari.
Mnogi popularni veb sajtovi sa informacijama o psima takođe su naveli tipično fino, ravno i svilenkasto ši cu krzno kao hipoalergan. U poređenju sa mnogim drugim pasminama, ši cui se ne linjaju u istom stepenu, već samo gube malu količinu prilikom kupanja ili četkanja. Upravo pseća perut i pljuvačka izazivaju većinu alergijskih reakcija. Alergolozi prepoznaju da će ponekad određeni pacijent s alergijom moći da toleriše određenog psa; ali se slažu da se „sreća nekolicine sa njihovim kućnim ljubimcima ne može generalisati na sve osobe sa alergičnim reakcijama i čitavim pasminama pasa”. Kaže se da se krzno ši cua linja samo kad se češlja ili je oštećeno. Krzno takođe može da bude talasasto ili grubo.

## Istorija
Jedna teorija je da je ši cu potekao od ukrštanja pekinezera i laso apsa. Ovi psi su bili miljenici kineskih kraljevskih porodica i toliko cenjeni da su Kinezi godinama odbijali da ih prodaju, trguju ili poklanjaju. Prvi psi ove rase su uvezeni u Evropu (Engleska i Norveška) 1930. godine i klasifikovani od strane Kinološkog saveza kao „Apsos“. Prvi evropski standard za ovu rasu napisan je u Engleskoj 1935. godine od strane Ši cu kluba, i psi su ponovo kategorisani kao ši cu. Rasa se proširila Evropom i doneta je u Sjedinjene Države nakon Drugog svetskog rata, kada su pri povratku članovi U.S. vojske doneli pse iz Evrope i Azije sredinom 1950-ih. Ši cu je priznat od strane Američkog kinološkog saveza 1969. godine u grupi pasa za igru. Danas postoji četrnaest iteracija ši cua u genetskom fondu ove rase. Godine 1934, osnovan je Ši cu klub Engleske i rasa je zvanično priznata od strane Kinološkog saveza (UK) 7. maja 1940. Kada je postala kvalifikovana za Certifikate izazova, nijedan nije dodeljen do 1949. Rasa je sada priznata od strane svih većih kinoloških klubova na engleskom govornom području. Takođe je priznata od strane Međunarodne kinološke federacije za međunarodno takmičenje u grupi pasa za pratnju i igru, odeljak 5, tibetanske rase. U Sjedinjenim Državama, ši cui su bili rangirani kao 15. najpopularnija rasa u 2013. godini, blago izgubivši u popularnosti od 2012. godine kada su bili na 11. poziciji.

## Ši cui i budistička mitologija
Ši Cui su u velikoj meri povezani sa budizmom i budističkom mitologijom. Naziv "ši cu" na mandarinskom direktno se prevodi kao „mali lav”. To je životinja koja se smatra svetom u budističkoj religiji. Lavovi simboliziraju kraljevstvo, snagu i hrabrost – „ničega se ne plaši i postupaju bez oklevanja.“ Smatra se da parovi kamenih lavova ili lavljih pasa koji se nalaze ispred vrata palate, grobnica, hramova i javnih zgrada štite ove zgrade od štetnih pojedinaca i duhovnih uticaja. Ove kamene statue se često nazivaju Fu psi, i sugeriše se da su oni lavovski oblik ši cua. „Fu“ se otprilike prevodi kao „sreća“ na mandžurskom, a legenda kaže da su Fu psi srećni ši cui koji zauvek čuvaju Budin hram. Statue pasa Fu obično predstavljaju mužjaka i ženku ši cua, isklesane od kamena, žada, tikovine, slonovače, cinobera, bronze ili voska. Muški pas se često vidi kako drži loptu levom šapom, a ženka drži svoje štene. Izvori navode da ovo ima simbolično značenje, pri čemu muški pas predstavlja moć nad prirodom, energijom, mudrošću i dragim kamenjem, a ženski pas simbolizuje zaštitu, igru i disciplinski stav.
Budisti smatraju ši cue blagoslovljenim i svetim Budinim zverima. Legenda kaže da je Buda sjahao na zemlju na lavu i sa sobom nosio malog lavljeg psa koji ga je pratio svuda gde je išao. Legende se razlikuju u različitim izvorima, međutim mnogi navode da je ši cu pratio Budu mudrosti, Mandžušri. Ovaj lavovski pas imao je sposobnost da se pretvori u lava da nosi Mandžurija na leđima. Fizičke karakteristike ši cua služe kao dokaz večne veze između Bude i ove rase. Prema legendi, nekoliko razbojnika je opkolilo Budu sa namerom da ga opljačkaju i ubiju kada se ši cu transformisao u divljeg lava toliko velikog da su se pljačkaši uplašili i pobegli sa lica mesta.
Kad se ši cu vratio u svoju pasju formu, Buda ga je blagoslovio zbog njegove hrabrosti. Mnogi ši cui odražavaju ovaj blagoslov u obliku „zvezde Bude”, koja se takođe može nazvati „Budin poljubac”, predstavljena kao beli deo dlake na vrhu pseće glave. Za oznake na leđima pasa se kaže da su sedlo koje je Buda koristio da jaše psa u njegovom lavljem obliku. Legende se razlikuju u različitim izvorima, uglavnom zato što se legende istorijski prenose od usta do usta. Neki navode ovaj znak na glavi kao mesto gde je Buda poljubio psa, dajući mu svoj blagoslov. Drugi izvori navode da je Buda položio prst na čelo psa u znak blagoslova, dajući mu bljesak bele dlake na čelu.

## Galerija
- Dva crvena i bela ši cu kučeta.
- Trobojni ši cu sa crnim nosem i sivim vrhovima ušiju.
- Ši cu kuče. Oni ovako obično izgledaju kad imaju jednu do dve godine.
- Trobojni (crno, belo, smeđe) ši cu na šou.

## Literatura
- Christmas, Richard E. (јун 1992). „Common ocular problems of Shih Tzu dogs”. Canadian Veterinary Journal. 33 (6): 390—393. PMC 1481255 . PMID 17424020.
- „How to Trim Hair Around a Shih Tzu's Eyes”. everythingshihtzu.com. Приступљено 22. 3. 2022.
- „25 Bad Foods That Are Poisonous & Toxic to Shih Tzus”. DoggySaurus (на језику: енглески). 2020-10-07. Приступљено 2021-10-30.
- „2004 Purebred Dog Health Survey” (PDF). KC/BSAVA. Архивирано (PDF) из оригинала 6. 1. 2014. г. Приступљено 6. 8. 2010.
- Aaron, Marc (2021-02-23). „The Shih Tzu Life Span: How Long do Shih Tzu's Live For?”. DoggySaurus (на језику: енглески). Приступљено 2021-10-30.
- „Oldest Shih Tzu”. Shih Tzu World (на језику: енглески). Приступљено 10. 2. 2023.

## Spoljašnje veze
- Ši cu на веб-сајту  (језик: енглески)